# کارل لملی
کارل لملی (انگلیسی: Carl Laemmle‏ ۱۷ ژانویهٔ ۱۸۶۷ – ۲۴ سپتامبر ۱۹۳۹) تهیه‌کننده فیلم آلمانی‌الاصل اهل ایالات متحده آمریکا بود. وی بین سال‌های ۱۹۰۹ تا ۱۹۳۶ میلادی فعالیت می‌کرد.
از فیلم‌هایی که وی در آن‌ها نقش داشته‌است، می‌توان به  طلای ساتر، شلیک نکن، هیرام کله‌شق، از سواحل ایتالیا و عکس‌های قلابی اشاره نمود.
وی در سال ۱۹۱۲ شرکت یونیورسال استودیوز را بنیان‌گذاری کرد.
لملی با تکیه بر تجربه‌ی خرده‌فروشی خود، بر خدمات شخصی و رضایت مشتری در هر دو زمینه‌ی نمایش و اجاره‌ی فیلم تأکید داشت. شرکای او، برادرش و رابرت اچ. کاکرین، مدیر تبلیغاتی وی بودند. برخلاف روش مرسوم تبلیغات، کاکرین به جای تأکید بر محصولات، خودِ لملی را تبلیغ کرد و او را به‌عنوان تاجری صادق و صریح، شبیه به مشتریانش، معرفی کرد. در تبلیغات، چهره‌ی خندان لملی با جمله‌ی «من مرد سینمای متحرک هستم» به نمایش درمی‌آمد، ادعایی که بر سلیقه، تجربه، و قضاوت برتر او در صنعت فیلم تأکید داشت. این سبک تبلیغات شخصی‌سازی‌شده در طول دوران حرفه‌ای‌اش ادامه یافت.